# 參軍
參軍，即參軍事（《隋書》、《唐書》、《新唐書》多作參軍事），本參謀軍務之稱，古代武官名，常是軍政長官的幕僚。亦常作參某某軍事，如荀彧，為「參丞相（曹操）軍事」。

## 簡介
東漢末年，陶谦参张温的军事是此職最早的記載，孙堅亦擔任過张温的参军，曹休和辛毗均曾任丞相曹操之參軍。三國魏晋時代，諸葛亮的《出师表》曾提到参军蒋琬。晉朝设十三曹，均以参军为长官，正式定为武官名。陶渊明曾任镇军参军；鲍照也因曾擔任參軍，故被稱為「鲍参军」。
隋文帝開皇十二年（592年），改從事为参军。唐代杜如晦曾任秦王府兵曹參軍，其他如杜甫和岑参分別曾任右衛率府兵曹參軍一職。
李商隐有《骄儿诗》：“忽复学参军，按声唤苍鹘。”
宋代穆修曾任潁州文學參軍，其作品被稱為《穆參軍集》。元朝不置。明代以參軍做為都督府或衛所經歷之別稱。